# Scopula delitata
Scopula delitata är en fjärilsart som beskrevs av Louis Beethoven Prout 1913. Scopula delitata ingår i släktet Scopula och familjen mätare. Inga underarter finns listade.